# مقاطعة أدانسي الجنوبية
مقاطعة أدانسي الجنوبية (بالإنجليزية: Adansi South District)‏ هي district of Ghana تقع في غانا في New Edubiase. يقدر عدد سكانها بـ — نسمة ومساحتها 1,380 كم2 .